# Тачигир
Тачиги́р — деревня в Боханском районе Иркутской области. Входит в состав муниципального образования «Укыр». 

## География
Находится на левом берегу реки Иды в 33 км к востоку от районного центра, посёлка Бохан, и в 5 км восточнее центра сельского поселения — села Укыр.

## Население
| 2002 | 2010 | 2011 | 2012 |
| ---- | ---- | ---- | ---- |
| 75   | ↘60  | →60  | ↗63  |

По данным Всероссийской переписи, в 2010 году в деревне проживало 60 человек (31 мужчина и 29 женщин).